# سودان ایرویز

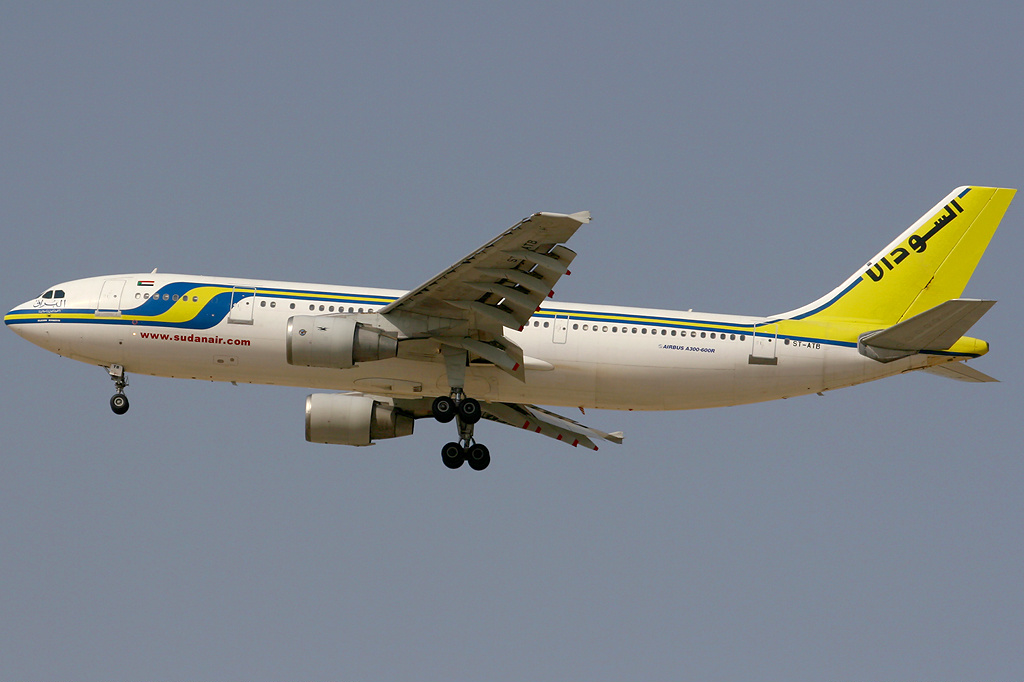
هواپیمای ایرباس ای۳۰۰ متعلق به سودان ایرویز

سودان ایرویز، (به انگلیسی: Sudan Airways) شرکت هواپیمایی حامل پرچم سودان است، که در سال ۱۹۴۷ تأسیس شد و در حال حاضر روزانه به ۱۵ مقصد، در آفریقا و خاورمیانه پروازهای مستقیم دارد.
دفتر مرکزی شرکت سودان ایرویز در شهر خرطوم، سودان قرار دارد و فرودگاه بین‌المللی خرطوم، قطب این شرکت هواپیمایی به‌شمار می‌آید. این شرکت در حال حاضر در ناوگان هوایی خود، دارای ۹ فروند هواپیمای جت مسافربری می‌باشد.